# Stephen Grindlay
Stephen Grindlay (Alexandria, Escocia, 13 de marzo de 1982), futbolista escocés. Juega de portero y su actual equipo es el Dumbarton FC de la Scottish Championship de Escocia.

## Clubes
| Club               | País       | Año       |
| ------------------ | ---------- | --------- |
| Newcastle United   | Inglaterra | 2000-2001 |
| Grimsby Town       | Inglaterra | 2001      |
| Dumbarton FC       | Escocia    | 2001-2007 |
| Queen of the South | Escocia    | 2007-2008 |
| Ayr United         | Escocia    | 2008-2010 |
| Dumbarton FC       | Escocia    | 2010-     |